# Viderico
Viderico ou Viterico (em latim: Viderichus/Vithericus) foi, segundo Amiano Marcelino, um rei gótico dos grutungos desde ca. 376. Arne Søby Christensen em sua obra afirma que autores modernos identificam-o com o Vandalário da narrativa de Jordanes, inclusive alegando que os nomes poderiam ser unidos para formar Viterico Vandalário, significando "Viterico, lutador de vândalos".
Segundo o relato de Amiano Marcelino, era filho de Vitimiro e sucedeu ao pai depois que ele foi morto em batalha contra os alanos, porém, dado sua tenra idade, o governo dos grutungos permaneceu nas mãos dos comandantes subordinados Alateu e Safrax. Diante das condições insustentáveis do momento, os três decidiram marchar com os godos por eles liderados rumo ao Dniestre. Depois disso ele não é mais citado.